# Самойлов, Валентин Максимович
Валенти́н Макси́мович Само́йлов (род. 24 февраля 1937) — советский легкоатлет, специалист по бегу на средние и длинные дистанции. Выступал за сборную СССР по лёгкой атлетике в 1960-х годах, двукратный бронзовый призёр чемпионатов СССР, обладатель бронзовой медали Спартакиады народов СССР, победитель и призёр первенств всесоюзного значения, участник чемпионата Европы в Белграде. Представлял Москву и ЦСКА.

## Биография
Валентин Самойлов родился 24 февраля 1937 года. Занимался лёгкой атлетикой в Москве, выступал за ЦСКА.
Впервые заявил о себе в октябре 1960 года, когда на всесоюзных соревнованиях в Киеве занял четвёртое место в беге на 5000 метров.
В 1961 году выиграл серебряную медаль в беге на 3000 метров на соревнованиях в помещении в Ленинграде, в дисциплине 5000 метров выиграл всесоюзный старт в Киеве, в составе советской сборной стал четвёртым на Мемориале Януша Кусочиньского в Варшаве, был пятым на Мемориале братьев Знаменских в Москве, финишировал третьим в матчевой встрече со сборной США в Москве.
В 1962 году на дистанции 5000 метров выиграл бронзовую медаль на чемпионате СССР в Москве. Благодаря этому успешному выступлению вошёл в основной состав советской сборной и удостоился права защищать честь страны на чемпионате Европы в Белграде — в финале 5000 метров показал время 14:11.8, закрыв десятку сильнейших.
В 1963 году одержал победу в беге на 3000 метров на соревнованиях в помещении в Ленинграде, тогда как на чемпионате страны в рамках III летней Спартакиады народов СССР в Москве стал бронзовым призёром в беге на 5000 метров, установив при этом свой личный рекорд 13:49.4.